# Hidas da Inglaterra
Hidas da Inglaterra (em inglês antigo: Tribal Hidage; em latim: De numero hidarum in Anglia) é uma lista de 35 tribos composta na Britânia anglo-saxônica em algum momento entre os séculos VII e IX. Inclui alguns reinos independentes e outros pequenos territórios e atribui um número de hidas para cada um. A lista de tribos é chefiada pela Mércia e consiste quase exclusivamente dos povos que viveram ao sul do estuário de Humber e territórios que cercavam a Mércia, alguns dos quais nunca identificados pelos estudiosos. O valor de 10 000 hidas à Saxônia Ocidental é o maior: foi sugerido que foi um exagero deliberado.
O objetivo original da obra permanece desconhecido: muitos estudiosos acreditam que foi uma lista de tributo criada por um rei, mas outras propostas foram sugeridas. Os valores do texto podem ser puramente simbólicos e meramente refletem o prestígio de cada território, ou podem representar um exemplo antigo de escrituração. Muitos estão certos de que foi criado na Mércia, que dominou o sul da Britânia anglo-saxã até o começo do século IX, mas outros argumentam que o texto era da Nortúmbria.
O texto foi de grande importância aos historiadores desde meados do século XIX, parcialmente porque menciona territórios não registrados em outros documentos. As tentativas de ligar os nomes na lista com lugares modernos são altamente especulativas e todas resultam em mapas a serem tratados com cautela. Três versões diferentes (ou recensões) do texto sobreviveram, duas das quais assemelham-se: uma do século XI formada em parte pela miscelânea de obras; a outra contém um tratado latino do século XVII; a terceira, que sobreviveu em 6 manuscritos medievais, tem omissões e variações de escrita. Todas parecem se basear num mesmo manuscrito perdido: historiadores foram incapazes de estabelecer a data à compilação original. O texto foi usado para construir teorias sobre a organização política anglo-saxã, e dá luz sobre a Mércia e seus vizinhos no tempo quando foi hegemônica sobre outros povos. Foi usado para apoiar teorias sobre a origem e localização das tribos anglo-saxãs e como foram sistematicamente taxadas e governadas por outras. Alguns historiadores propuseram que o texto não é uma lista de povos, mas de áreas administrativas.

## A tributação das hidas
O texto é, segundo a descrição de D. P. Kirby, "uma lista dos tributos totais em termos de hidas para alguns territórios ao sul do Humber, que foi variadamente datado de meados do século VII até a segunda metade do século VIII".[a] Muitos dos reinos da Heptarquia estão incluídos. A Mércia, para a qual são atribuídas 30 000 hidas, está no topo da lista, seguida por um conjunto de pequenas tribos do oeste e norte da Mércia, todas as quais com não mais de 7 000 hidas listadas. Outras tribos nomeadas tem ainda menos hidas, entre 300 e 1 200: destas, Herefina (Herefinna), Noxgaga, Hendrica e Unecungaga não podem ser identificados, enquanto as demais podem ser tentativamente situadas em torno do sul da Inglaterra e na região fronteiriça entre a Mércia e Ânglia Oriental. Otegaga (Ohtgaga) poderiam ser Jutogaga (jutegaga) e poderia ser entendida como uma área assentada por jutos em ou próximo do vale do meon em Hantônia. O termo -gaga é uma má tradução do copista posterior do inglês antigo -wara (povo / homens de), pois o wynn (w) e o erre longo são lidos como g. Alguns territórios, como Hica, tem sido localizados apenas em meios da evidência toponímica. A lista acaba com vários outros reinos da Heptarquia: a Ânglia Oriental (30 000 hidas), a Saxônia Oriental (7 000 hidas), Câncio (15 000 hidas), Saxônia Meridional (7 000) e Saxônia Ocidental (100 000 hidas).
Os valores redondos das tributações das hidas pode indicar que são improvavelmente resultado de uma pesquisa acurada. Os métodos de avaliação usados provavelmente diferiram de acordo com o tamanho da região. Os valores podem ser de significado puramente simbólico, refletindo o estatuto de cada tribo no tempo da avaliação. Os totais dados dentro do texto sugerem que o texto foi talvez usado como forma de escrituração. Frank Stenton descreve os valores de hidas dados aos reinos da Heptarquia como exagerados e nos casos da Mércia e Saxônia Ocidental, "inteiramente discrepantes com a informação restante".

## Manuscritos sobreviventes
Um manuscrito, agora perdido, foi originalmente usado para produzir as três recensões diferentes conhecidas do texto: elas foram chamadas Recensão A, B e C. A Recensão A, a mais antiga e completa, data do século XI. Está incluída numa miscelânea de obras, escritas em inglês antigo e latim, com a Gramática Latina de Elfrico e sua homília Sobre o Início das Criaturas (De initio creaturæ), uma obra escrita em 1034. Está na Biblioteca Britânica, referência MS Harley 3271. foi escrita por diferentes escribas, numa data não posterior a 1032.
A Recensão B, que se assemelha a Recensão A, está presente num tratado latino do século XVII, Archaeologus in Modum Glossarii ad rem antiquam posteriorem, escrito por Henry Spelman em 1626. Os nomes tribais são dados em inglês antigo. Há diferenças significativas na escrita entre as duas recensões. As diferenças (por exemplo o uso de hida por Spelman) indica que o texto não foi copiado da Recensão A, mas de um texto diferente, escrito em latim. Segundo Peter Featherstone, a forma altamente editada do texto copiado sugere a possibilidade de que Spelman embelezou o texto latino.
A Recensão C sobreviveu em seis documentos latinos. Os textos contêm omissões e escritas comuns. Quatro versões, do século XIII, formam parte de uma coleção de textos legais e, segundo Featherstone, "podem ter sido pensados para servir como parte de um registro do costume inglês nativo". As outras duas versões são um século mais tardio: um está falho e pode ter sido um exercício escribal e o outro foi parte de um conjunto de textos legais.

## Origem

Reino da Mércia em seu apogeu

Os historiadores não foram capazes de concordar acerca da data da compilação original da lista. Segundo Campbell, que nota a plausibilidade dela ter sido produzida durante a ascensão da Mércia, o documento pode provavelmente ser datado do século VII ou VIII. Outros historiadores, como J. Brownbill, Barbara Yorke, Frank Stenton e Cyril Hart, geralmente concordam que o texto originou-se na Mércia em torno dessa época, embora tem diferentes teorias à identidade do senhor mércio sob quem a lista foi compilada. Wendy Davies e Hayo Vierck colocaram a origem do documento mais precisamente em 670-690.
Há quase consenso que o texto se originou na Mércia, parcialmente porque os reis mércios são conhecidos por ter extenso poder sobre outros territórios anglo-saxões do final do século VII ao começo do IX, mas também porque a lista, encabeçada pela Mércia, é quase exclusivamente de povos que viveram ao sul do Humber. Peter Featherstone concluiu que o material original, datado do final do século VII na Mércia, foi então usado para ser incluído num documento do final do século IX e afirma que o Reino da Mércia "estava no centro do mundo mapeado pela lista". Frank Stenton reconheceu que a evidência não é conclusiva quando notou que "a lista foi quase certamente compilada na Mércia".
Em contraste com muitos historiadores, Nicholas Brooks sugeriu que a lista é originária da Nortúmbria, notando que isso explicaria a inclusão de Elmeto e a ausência dos dois reinos nortúmbrios de Deira e Bernícia. Nota que uma listra de tributos mércia não seria iniciada pela Mércia, pois "um rei medieval precoce não imporia tributo sobre seu próprio reino": pode ter uma lista produzida por outro reino, talvez com propósito também diferente.
N. J. Higham argumentou que por conta da data da informação original ser desconhecida e por não haver menção aos maiores reinos nortúmbrios, não se pode provar que fosse uma lista de tributos de origem mércia. Nota que Elmeto, que nunca foi província da Mércia, está incluída na lista. Sugere que a lista pode ter sido uma lista de tributo elaborada por Eduíno da Nortúmbria nos anos 620 e que provavelmente se originou antes de 685, depois do que nenhum rei nortúmbrio exerceu imperium sobre os reinos sutúmbrios. Segundo Higham, os valores avaliados para cada povo são provavelmente específicos dos eventos de 625-626, representando o contraste individual feito entre Eduíno e aqueles que reconheciam sua suserania naquele momento. Isso explica a natureza artificial e redonda dos números que foram usados: o valor de 100 000 hidas aos saxões ocidentais foi provavelmente o maior número que Eduíno conheceu. Contudo, D. P. Kirby nota que a teoria da origem nortúmbria não foi aceita como convincente pela generalidade.

## Propósito

Grã-Bretanha no século VII

O objetivo da lista permanece incerto. Ao longo dos anos diferentes teorias sugeriram seu propósito em relação as datas para sua criação. Segundo muitos especialistas, era uma lista de tributo criada seguindo as instruções de reis anglo-saxões Ofa e Vulfário de Mércia e Eduíno da Nortúmbria — mas pode ter sido usada por diferentes propósitos em vários momentos durante sua história. Cyril Hart descreveu-a como uma lista de tributo que envolveu toda a Britânia anglo-saxã ao sul do Humber e que foi criada por Ofa, mas reconhece que nenhuma prova existe que foi compilada durante seu reinado. Higham nota que a sintaxe do texto requer que uma palavra implicando 'tributo' foi omitida de cada linha e argumento que foi "quase certamente uma lista de tributo". Segundo Higham, a enorme quantidade de hidas dos saxões ocidentais indica que houve grande ligação entre a escala do tributo e quaisquer considerações políticas. James Campbell argumentou que se a lista serviu a qualquer objetivo prático, implica que o tributo foi avaliado e obtido de modo organizado, e nota que, "seja o que for, e o que significa, indica um grau de ordem, ou coerência no exercício do poder (...)".
Yorke reconhece que o objetivo da lista é desconhecido e que pode não ser, como comumente se acordou, uma lista de tributos de um senhor. Ela sinaliza contra assumir que os povos menores (de 7 000 hidas ou menos) possuíam quaisquer "meios de definir-se como gentes distintas". Ela nota que entre esses, a ilha de Wight e a tribo Girua Meridional, minúsculas em termos de hidas e geograficamente isoladas de outros povos, estavam entre aquelas poucas que possuíam suas próprias dinastias reais. P. H. Sawyer argumenta que os valores podem ter um propósito simbólico e que foram destinados a ser uma expressão do estatuto de cada reino e província. Para Sawyer, a obscuridade de alguns dos nomes tribais e a ausência da lista de outros aponta para uma data anterior para o texto original, que ele descreve como um "monumento do poder mércio". As 100 000 hidas avaliadas à Saxônia Ocidental podem refletir seu estatuto superior numa data posterior e implicaria que a lista na sua atual forma foi escrita na Saxônia Ocidental. A avaliação dos hidas da saxônia Ocidental foi considerada como erro pelo historiador J. Brownbill, mas Cyril Hart mantêm que o valor à Saxônia Ocidental é correta e que foi um dos vários valores destinados a exigir o maior tributo possível dos principais rivais da Mércia.

## Historiografia
Henry Spelman foi o primeiro a publicar a obra em seu primeiro volume do Glossarium Archaiologicum (1626) e há também uma versão do texto num livro escrito em 1691 por Thomas Gale, mas nenhuma discussão emergiu sobre o Hidas da Inglaterra até 1848, quando o Os Saxões na Inglaterra de John Mitchell Kembel foi publicado. Em 1884, Walter de Gray Birch escreveu um artigo à Sociedade Arqueológica Britânica, no qual discutiu em detalhe a localização de cada uma das tribos. O termo em inglês Tribal Hidage foi introduzido por Frederic William Maitland em 1897, em seu livro Domesday Book and Beyond. Durante as décadas seguintes, artigos foram publicados por William John Corbett (1900), Hector Munro Chadwick (1905) e John Brownbill (1912 e 1925). Os registros subsequentes mais importantes desde Corbett, segundo Campbell, são de Josiah Cox Russell (1947), Cyril Hart (1971), Wendy Davies e Hayo Vierck (1974) e David Dumville (1989).
Kemble reconheceu a antiguidade do documento de Spelman e usou textos históricos (como a História Eclesiástica do Povo Inglês de Beda) para determinar sua data de origem.  Ele propôs localizações para cada tribo, sem tentar localizar cada uma, e sugeriu que alguns dos povos anglo-saxões estavam faltando no documento. Birch, em seu artigo An Unpublished Manuscript of some Early Territorial Names in England, anunciou sua descoberta do que tornou-se conhecida como Recensão A, que foi proposta como cópia do século X ou XI de um manuscrito perdido do século VII. Metodicamente comparou todas as publicações e manuscritos das Hidas da Inglaterra que estavam disponíveis e localizou cada tribo usando suas próprias teorias e as ideias de outros, algumas das quais (por exemplo, quando ele localizou os Wokensætna em Woking, Súrria) estão agora com desconsideração. Maitland suspeitou que o número aceito de acres para cada hida precisava ser reconsiderado para dar conta dos números no texto e usou seus próprios cálculos para concluir que os números eram provavelmente exagerados. John Brownbill aconselhou contra o uso das versões latinas do documento, que ele descreveu como propensas a erros. Ele determinou que o manuscrito em inglês antigo foi escrito em 1032 e foi uma cópia de um manuscrito mércio original. Chadwick tentou alocar cada tribo em um ou mais condados ingleses, com o uso de passagens chave de textos históricos.
Em 1971, Hart tentou uma "completa reconstrução da geografia política da Inglaterra Saxônica no final do século VIII". Assumindo que todos os Estados ingleses ao sul do Humber estão listados dentro da obra, produziu um mapa que divide o sul da Inglaterra em províncias mércias e dependências externas, usando evidência das fronteiras fluviais e outras características topográficas, topônimos e fronteiras históricas.

## Importância aos historiadores
A Hida da Inglaterra é um registro valioso para historiadores. É o único de seu gênero: o documento é um dos poucos que sobreviveram dentre os vários documentos produzidos pelos administradores dos reinos anglo-saxões, um "sobrevivente do azar" de muitos outros documentos, como Campbell sugeriu. Hart observa que "como um registro detalhado da topografia histórica não tem paralelo em toda a Europa Ocidental". A obra lista vários reinos menores que não são registrados em outro local e é geralmente acordado como o mais antigo documento fiscal que sobreviveu da Inglaterra medieval.
Os historiadores usou a obra para fornecer evidência sobre a organização política da Inglaterra anglo-saxã e tem sido "pressionado ao serviço daqueles procurando interpretar a natureza e geografia dos reinos e dos 'povos' na Inglaterra pré-viquingue", segundo N. J. Higham. Em particular, o documento tem sido visto como inestimável por fornecer evidência sobre o Reino da Mércia e aquelas pessoas que estiveram sob seu governo ou influência.
Alex Woolf usa a concentração de tribos com poucas hidas entre a Mércia e Ânglia Oriental como parte do argumento de que havia "grandes e multirregionais províncias, algumas das quais cercadas por pequenos e contestados territórios. Stenton posiciona os povos anglos médios no sudeste dos mércios. Ele sugere que certa vez existiu um independente Reino da Ânglia Média, aparentemente consistindo de 20 dos povos listados na obra. A expansão da Saxônia Ocidental no século X teria causado a obliteração das antigas divisões da Ânglia Média, pelo que no tempo que os lugares listados teriam sido meros nomes. A Ânglia Média no século VII constitui um modelo ao desenvolvimento das unidades administrativas inglesas durante o período, segundo Davies e Vierck, que demonstra que foi criada por Penda da Mércia quando fez seu filho Peda rei dos anglos médios no tempo que foram introduzidos aos cristianismo.
James Campbell recusa as sugestões de que as hidas indicadas para cada tribo eram a soma de um sistema de avaliações coletadas localmente e argumenta que existia um sistema de avaliação de dois níveis, um para grandes áreas como reinos e uma mais precisa para propriedades individuais. Ele considera a possibilidade que muitas das tribos nomeadas não era mais do que unidades administrativas e que alguns nomes não se originaram de uma tribo em si, mas de um lugar de onde o povo foi governado, posteriormente significando o distrito onde a tribo em si vivia. Barbara Yorke sugere que a forma -sætan/sæte de vários dos topônimos são um indício de que foram nomeados em honra a uma característica da paisagem local. Ela também sugere que as tribos eram unidades administrativas dependentes e não reinos independentes, algumas das quais foram criadas como tal após os principais reinos se estabelecerem.
O termo em inglês Tribal Hidage pode talvez ter levado aos estudiosos a subestimarem como os nomes das tribos foram usadas pelos administradores anglo-saxões para fins de rotulagem de regiões locais; os nomes poderiam ser referências a verdadeiros povos (cuja identidade foi mantida após caírem sob domínio mércio) ou áreas administrativas que não estiveram ligadas aos nomes dos povos locais. Campbell sugere que a verdade está em algum lugar entre as duas possibilidades. Davies e Vierck acredita que o menor dos grupos na obra originou-se de populações organizadas em tribos após a partida dos romanos no século V e sugere que estas tribos podem às vezes juntar forças, até grandes reinos como a Mércia emergirem em torno do começo do século VII. Scott DeGregorio argumenta que a obra fornece evidência de que os governos anglo-saxões requeriam um sistema de "avaliação detalhado" de modo a construir grandes terraplanagens como o Dique de Ofa.
O Reino da Ânglia Oriental é registrado pela primeira vez no Hidas da Inglaterra. Segundo Davies e Vierck, a Ânglia Oriental do século VII pode ser considerada um conjunto de grupos regionais, alguns dos quais retendo sua identidade individual. Martin Carver concorda com Davies e Vierck quando descreve o território da Ânglia Oriental como tendo fronteiras não fixadas, afirmando que a "autoridade política parece ter sido primariamente investida em pessoas em vez de território".